# St.-Markus-Kirche (Zagreb)

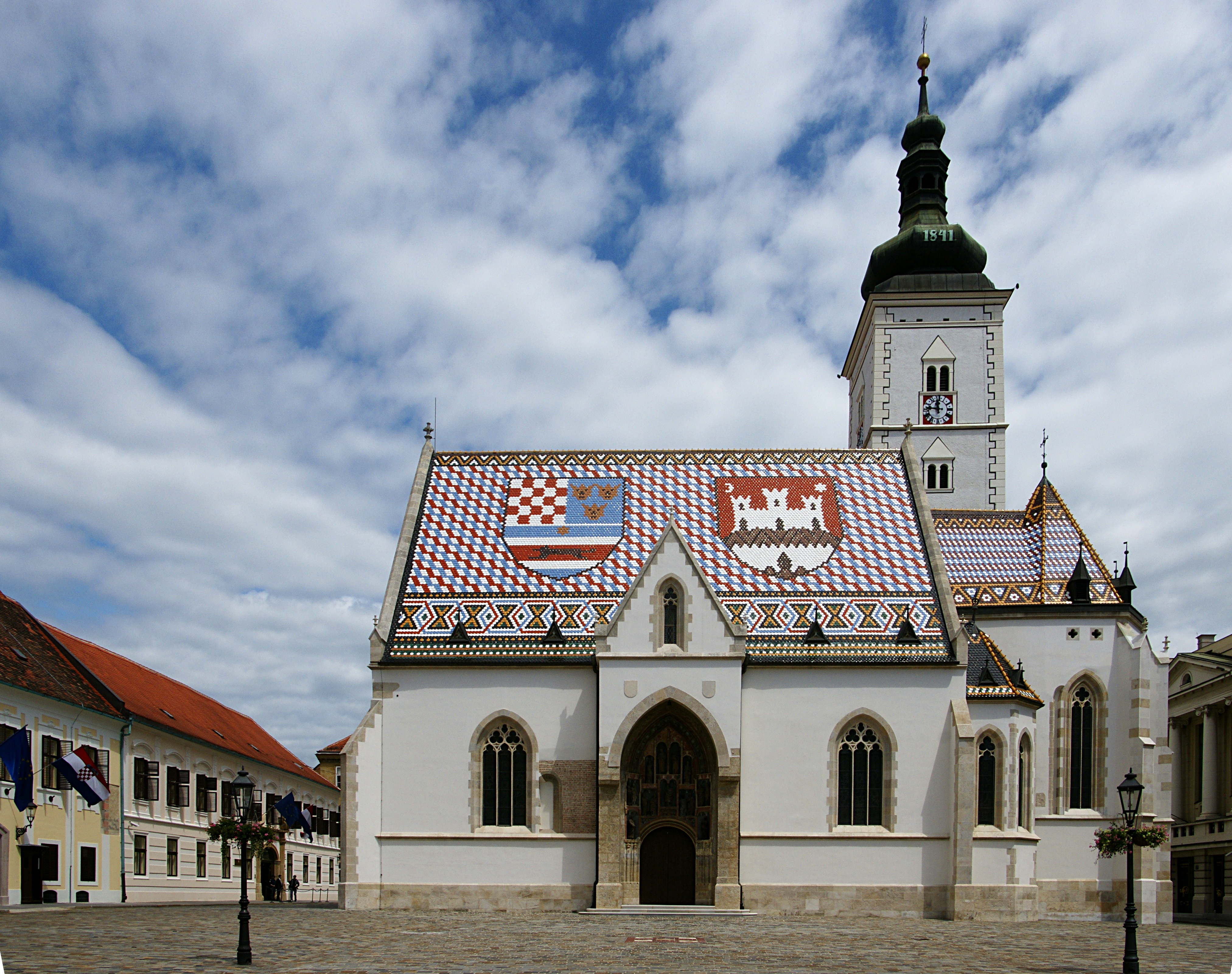
Die St.-Markus-Kirche von Süden. Davor der Markusplatz. Links davon das beflaggte Banuspalais.

Die St.-Markus-Kirche (kroatisch Crkva sv. Marka) ist die römisch-katholische Pfarrkirche von Gornji Grad, der Oberstadt der kroatischen Hauptstadt Zagreb.

## Geschichte
Die romanischen Fenster, die unter ihrer Fassade an der Südseite entdeckt wurden, lassen darauf schließen, dass eine erste Kirche im frühen 13. Jahrhundert erbaut wurde, vermutlich mit basilikalem Querschnitt.
Im letzten Viertel des 14. Jahrhunderts wurde die Kirche im Stil der Gotik als Hallenkirche mit drei gleich hohen Schiffen mit Kreuzrippengewölben neu errichtet. Damals entstand auch das eindrucksvolle Südportal der Kirche mit seinen Figuren. Es wurde von Bildhauern gestaltet, die vermutlich aus Prag kamen und in der Werkstatt der Parler ausgebildet worden waren.

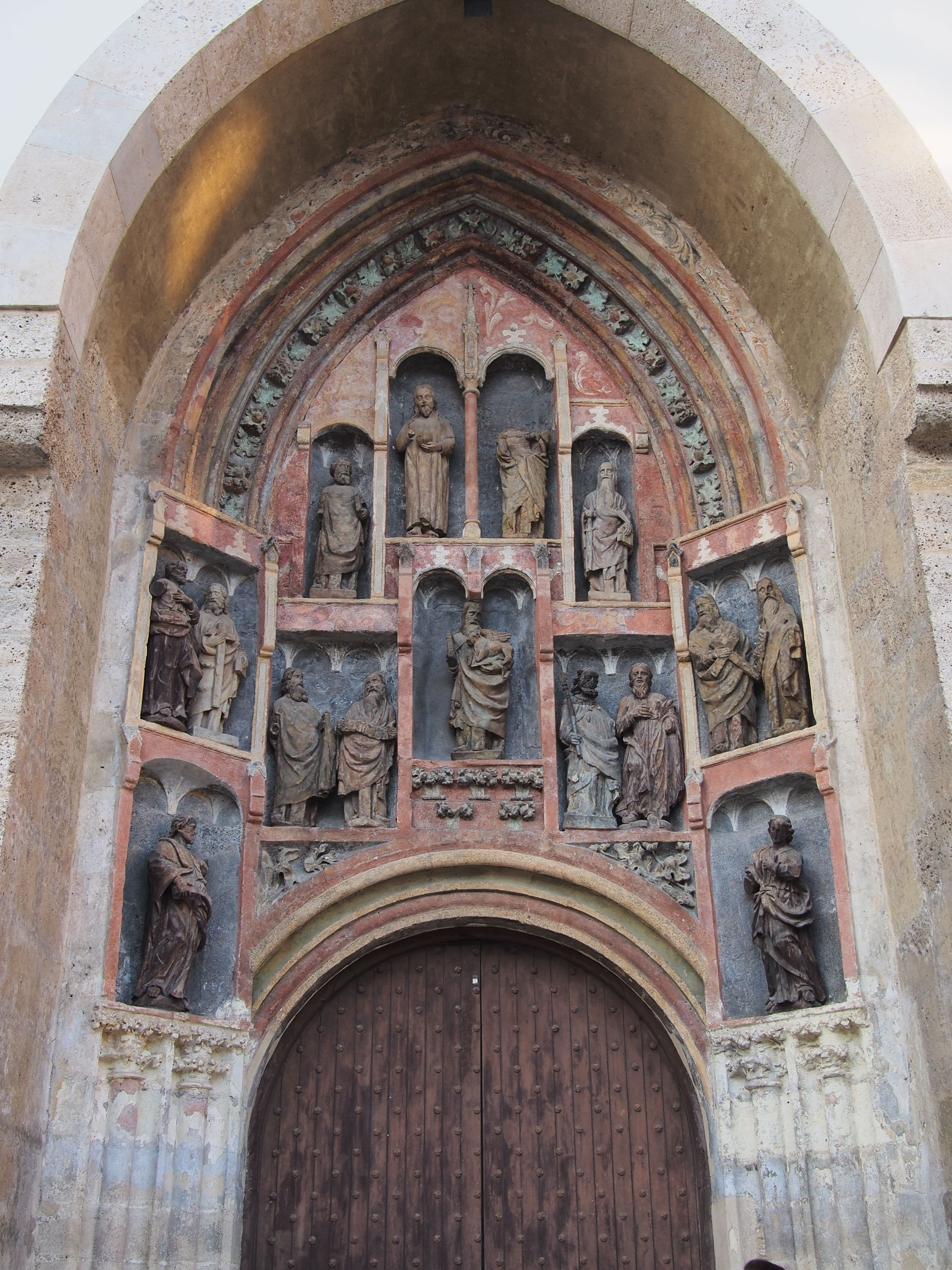
Um 1400 entstandenes Südportal der St.-Markus-Kirche.

An der Außenseite der Kirche befindet sich auf der Wand auf der nordwestlichen Seite das älteste Wappen der Stadt Zagreb aus dem Jahr 1499.
Bei dem Erdbeben bei Zagreb 1880 wurde die Kirche schwer beschädigt und ihre Orgel durch herabstürzende Trümmer zerstört.
1866 und 1882 wurde die Kirche grundlegend erneuert und erhielt das neugotische Aussehen. Auf dem Dach der Kirche befindet sich das heutige Wappen Zagrebs (weiße Burg auf rotem Hintergrund) und das historische Wappen des dreieinigen Königreiches Kroatien, Slawonien und Dalmatien.
Das Innere der Kirche wurde nochmals in den frühen 1920er Jahren umgestaltet.